# بيرسيفال درايتون
بيرسيفال درايتون (بالإنجليزية: Percival Drayton)‏ هو ضابط أمريكي، ولد في 25 أغسطس 1812 في تشارلستون في الولايات المتحدة، وتوفي في 4 أغسطس 1865 في واشنطن العاصمة في الولايات المتحدة.